# Slavko Gaber
Slavko Gaber, slovenski sociolog, politik in univerzitetni učitelj, * 29. januar 1958.
Slavko Gaber je nekdanji večkratni poslanec v Državnem zboru Republike Slovenije in minister za šolstvo, znanost in šport Republike Slovenije.

## Šolanje in delo v pedagoškem poklicu
Osnovno šolo je obiskoval v Dramljah, Leskovcu in na Hudinji. Šolanje je nadaljeval na Pedagoški gimnaziji v Celju (danes Gimnazija Celje Center). Diplomiral je na Fakulteti za sociologijo, politične vede in novinarstvo v Ljubljani, magistriral in doktoriral pa na Filozofski fakulteti v Ljubljani. Svojo poklicno kariero je pričel kot gimnazijski profesor v Škofji Loki in jo nadaljeval kot univerzitetni učitelj na Pedagoški fakulteti v Ljubljani. 

## Politična kariera
V 2. vladi Republike Slovenije (od leta 1992 do 1993) in v 3. vladi Republike Slovenije (od leta 1993 do leta 1997) je bil minister za šolstvo, znanost in šport Republike Slovenije.
Leta 1997 je bil izvoljen za poslanca v DZ, zatem ponovno zasedel stolček ministra za šolstvo in šport (v 4. vladi Republike Slovenije), s te funkcije pa odstopil julija 1999. Na volitvah leta 2000 je bil ponovno izvoljen za državnozborskega poslanca, zatem pa decembra 2002 v 7. vladi Republike Slovenije nastopil funkcijo ministra za šolstvo, znanost in šport. Slavko Gaber je bil eden od treh podpredsednikov LDS.
Slavko Gaber, član Liberalne demokracije Slovenije, je bil leta 2004 drugič izvoljen v Državni zbor Republike Slovenije; v tem mandatu je bil član naslednjih delovnih teles:
- Komisija za peticije ter za človekove pravice in enake možnosti,
- Odbor za kulturo, šolstvo in šport,
- Odbor za visoko šolstvo, znanost in tehnološki razvoj in
- Ustavna komisija (podpredsednik).

## Časovna banka Slovenije
Slavko Gaber je med ustanovitelji Časovne banke Slovenije (ČBS). Trenutno je njen predsednik.

## Zasebno
Njegova žena je Milica Antić Gaber.